# Ле-Фюжере
Ле-Фюжере́ (фр. Le Fugeret, окс. Lo Fugeiret) — коммуна во Франции, находится в регионе Прованс — Альпы — Лазурный Берег. Департамент коммуны — Альпы Верхнего Прованса. Входит в состав кантона Анно. Округ коммуны — Кастелан.
Код INSEE коммуны — 04090.

## Население
Население коммуны на 2008 год составляло 224 человека.
| 1962 | 1968 | 1975 | 1982 | 1990 | 1999 | 2008 |
| ---- | ---- | ---- | ---- | ---- | ---- | ---- |
| 166  | 156  | 174  | 168  | 163  | 168  | 224  |

## Экономика

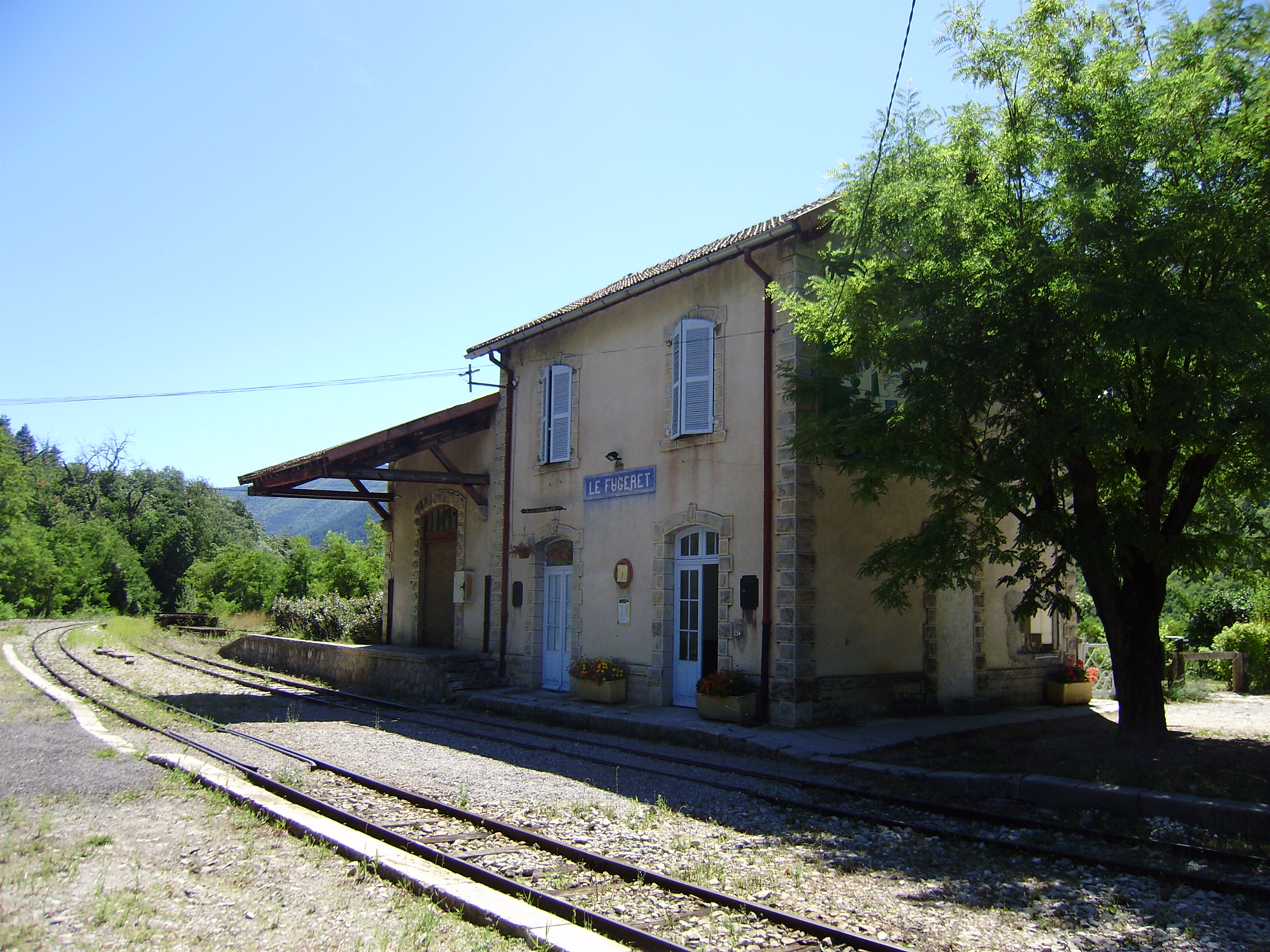
Вокзал

На реке Ваир расположена небольшая ГЭС мощностью 30 кВт.
В 2007 году среди 140 человек в трудоспособном возрасте (15—64 лет) 99 были экономически активными, 41 — неактивными (показатель активности — 70,7 %, в 1999 году было 67,6 %). Из 99 активных работали 96 человек (54 мужчины и 42 женщины), безработных было 3 (2 мужчин и 1 женщина). Среди 41 неактивных 10 человек были учениками или студентами, 13 — пенсионерами, 18 были неактивными по другим причинам.

## Достопримечательности
- Солнечные часы 1808 года
- Средневековая сторожевая башня Семафор
- Приходская церковь Сен-Пон
- Приходская церковь Аржантон
- Часовни: Нотр-Дам-де-ла-Салет (1873—1874 года), Нотр-Дам, Сен-Жерве (XVII—XVIII века), Св. Иоанна Крестителя, Сен-Пьер (руины, XI век)